# Брандіс Ірина Михайлівна
Ірина Михайлівна Брандіс (у шлюбі Йонеску-Брандіс; нар. 9 серпня 1973, Бєльці) — радянська, молдовська і румунська шахістка, гросмейстер серед жінок (2001).
Чемпіонка Молдови (1989, 1991). Чемпіонка Румунії (2002).
В шахи її навчив грати батько — інженер Михайло Пінхасович Брандіс (нар. 1939), випускник факультету іноземних мов Бєльського педагогічного інституту та Одеського інституту зв'язку, автор винаходів у галузі ультразвукової дефектоскопії. Закінчила кишинівську середню школу № 3 (1990). Вихованка тренера В'ячеслава Чебаненка.
Брала участь у жіночому командному чемпіонаті СРСР 1991 року. Двічі посідала друге місце на чемпіонатах Румунії (1996, 1997).
Сестра-близнюк — шахістка Інна Брандіс (у шлюбі Гладиш), виступала за Румунію. Чоловік — міжнародний майстер Міхай Йонеску (нар. 1962); двоє дітей.